# Cod-E 〜Eの暗号〜
『cod-E 〜Eの暗号〜』（コード イーのあんごう）は、日本のロックバンドSOPHIAの36枚目のシングル。

## 概要
キーボードの都啓一の療養による活動停止から復帰したSOPHIAの、2年振りのシングルとなる。また、avex trax移籍以降、初のシングルでもある。
表題曲「cod-E 〜Eの暗号〜」は、ボーカルの松岡充が主演するオリジナルビデオ『仮面ライダーW RETURNS 仮面ライダーエターナル』の主題歌であり、作詞・作曲ともに松岡が手掛けている。カップリング曲「round」は病床から復帰した都が作曲を手掛けた。
CD+DVD版封入のDVDには、「cod-E 〜Eの暗号〜」のプロモーションビデオ（演出：坂本浩一）が2種類収録されている。2種類とも、『仮面ライダーエターナル』で松岡が着用している「NEVER」のジャケットをSOPHIAメンバー全員が着用している。またドラマ仕立てになっている「ANOTHER STORY」には、『仮面ライダーエターナル』に出演している高梨臨が出演している。

## 収録曲

### CD
1. cod-E 〜Eの暗号〜 [4:03]
作詞・作曲：松岡充
オリジナルビデオ『仮面ライダーW RETURNS 仮面ライダーエターナル』主題歌
2. round [4:05]
作詞：松岡充、作曲：都啓一
3. cod-E 〜Eの暗号〜 instrumental
4. round instrumental

### DVD
1. cod-E 〜Eの暗号〜 ANOTHER STORY
2. cod-E 〜Eの暗号〜 SOPHIA ver.
3. 『仮面ライダーW RETURNS 仮面ライダーエターナル』予告